# DJ Logic

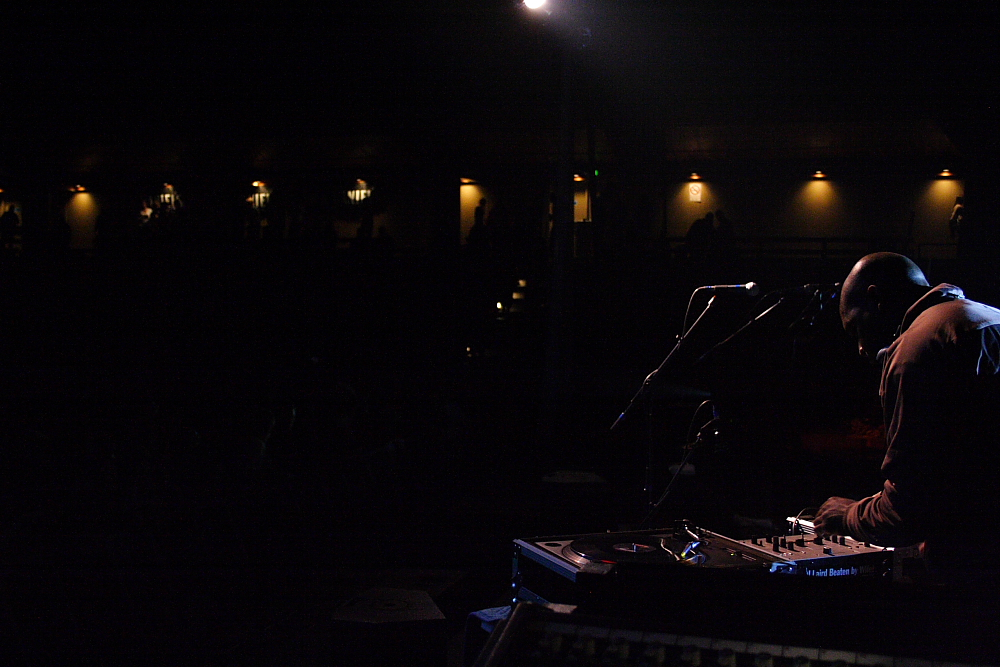
DJ Logic, Dezember 2008

DJ Logic (* 26. Februar 1972 in New York City als Jason Kibler) ist ein US-amerikanischer Turntablist, der regelmäßig im Jazzkontext arbeitet. Dort hat er „den Plattenteller zum gleichberechtigten Instrument“ (Wolf Kampmann) gemacht.

## Leben und Wirken
Kibler wuchs in der Bronx auf und spielte bereits im Alter von vierzehn Jahren als DJ auf Festen und lokalen Veranstaltungen, wobei er schon damals neben Hip-Hop- und Funk-, Jazz- und Rock (Musik)-Alben verwendete.
1988 holte ihn der Schlagzeuger Richie Harrison in die Rockband Eye & I, mit der er ein Jahr lang u. a. als Opener für Living Colour und Body Count tourte und ein Album aufnahm. Hier bekam er auch den Namen DJ Logic. Im Folgejahr wurde er Mitglied von Vernon Reids Band My Science Project. Daneben nahm er auch mit dem Klarinettisten Don Byron auf und tourte mit Graham Haynes und seiner Band durch Europa und Südamerika.
1996 trat er erstmals mit der Funk-Jazz-Formation Medeski, Martin & Wood und in der New Yorker Knitting Factory auf. Nach gemeinsamen Touren entstand 1998 das Blue-Note-Album Combustication.
1999 gründete DJ Logic die eigene Band Project Logic, zunächst als Trio mit Melvin Gibbs und Skoota Warner, später als Quintett, und spielte das Debütalbum Project Logic ein. Dabei führte er Musiker des M-Base-Kreises mit solchen der Downtown-Szene zusammen. Weiterhin war er an Karl Densons Album Dance Logic No. 2 beteiligt. 2002 arbeitete er im Duo mit Rob Wasserman und gründete mit Vernon Reid die Yohimbe Brothers, mit denen er ebenfalls Alben aufnahm und als Lifeband tourt. 2003 unternahm er Touren mit Ben Harper und Jack Johnson sowie John Mayer und Maroon 5. 2006 erschien sein drittes Soloalbum Zen of Logic. Mit Mickey Hart wirkte er am Album The Road to Jajouka (2013) der Master Musicians of Jajouka mit.

## Diskographie
- Project Logic mit Casey Benjamin, Steven Bernstein, Steve Cannon, Bryan Carrott, Daniel Carter, Jennifer Charles, Melvin Gibbs, Graham Haynes, Karsh Kale, Briggan Krauss, Leon Lamont, Teo Macero, Billy Martin, John Medeski, Vernon Reid, Marc Ribot, E.J. Rodriguez, Brandon Ross, Felix Sanabria, Bill Ware, Scooter Warner, Christina Wheeler, Chris Wood, 1999
- The Anomaly mit Miri Ben-Ari, Casey Benjamin, Brian Carrot, Mino Cinelu, Marie Claire, Melvin Gibbs, Graham Haynes, Baba Ben Israel, Chris Kelly, Eric Krasno, John Medeski, Ron Miles, Scott Palmer, Deantoni Parks, Vernon Reid, Stephen Roberson, Felix Sanabria, Suphala, Mike Weitman, 2001
- Zen of Logic mit Stuart Bogie, Chris Brown, Latasha Natasha Diggs, Brahim Fribgane, Melvin Gibbs, Scotty Hard Guitar, Charlie Hunter, Aaron Johnson, Jordan McLean, John Medeski, Deantoni Parks, Martin Perna, Yoshi Takemasa, 2006

## Lexigraphische Einträge
- Wolf Kampmann (Hrsg.), unter Mitarbeit von Ekkehard Jost: Reclams Jazzlexikon. Reclam, Stuttgart 2003, ISBN 3-15-010528-5.